# Agos
Agos (en armenio: Ակօս, Surco) es un semanario armenio que se publica en Estambul, Turquía, fundado el 5 de abril de 1996, con una circulación aproximada de 5.000 ejemplares. Se edita en ambos idiomas: armenio y turco. Hrant Dink fue su editor y uno de los columnistas desde su aparición hasta su asesinato en enero de 2007, cuando salía de las oficinas del semanario. Lo sucedieron Etienne Mahjoubian y el editor actual, Rober Koptas.